# Dominic Calvert-Lewin
Dominic Calvert-Lewin (Sheffield, Regne Unit, 16 de març de 1997) conegut com a DCL, és un jugador de futbol anglès que juga com a davanter pel club Everton Football Club, de la ciutat de Liverpool. És internacional representant la selecció de futbol d'Anglaterra en categories inferiors, amb la qual ha guanyat el campionat del món sub20 del 2017, marcant ell el gol clau i final per assolir el títol.
Sorgit dels equips inferiors d'un dels clubs de la seva ciutat natal i del qual ell n'era aficionat des de nen, el Sheffield United, fitxa l'agost del 2016 per l'Everton per una suma de £1.5 milions.